# إيرين أنجيلينا
إيرين أنجيلينا (تقريبًا 1181- 1208) كانت ابنة الإمبراطور البيزنطي إسحق الثاني أنجيلوس من زوجته الأولى التي ربما كان اسمها هيرينا من عائلة تورنيكوس.